# Xenopus calcaratus
Xenopus calcaratus es una especie de anfibio anuro de la familia Pipidae.

## Distribución geográfica
Esta especie se encuentra en Camerún en el Monte Camerún y Guinea Ecuatorial en Bioko.

## Publicación original
- Peters, 1875 : Über die von Herrn Professor Dr. R. Buchholz in Westafrika gesammelten Amphibien. Monatsberichte der Königlich preussischen Akademie der Wissenschaften zu Berlín, vol. 1875, p. 196-212